# Тасзаємка
Тасза́ємка (каз. Тасзаемка) — село у складі Абайського району Карагандинської області Казахстану. Входить до складу Ільїчівського сільського округу.
Населення — 65 осіб (2021; 79 у 2009, 167 у 1999, 264 у 1989).
Національний склад станом на 1989 рік:
- росіяни — 51 %.

У радянські часи село називалось Ільїчевка.